# Segundo Frente
Segundo Frente è un comune di Cuba, situato nella provincia di Santiago di Cuba.